# Noorse buhund
De Noorse buhund (wat letterlijk boerderijhond betekent) is een hondenras dat behoort tot de spitsfamilie. De hond is nauw verwant aan de IJslandse hond en Jämthund.

## Uiterlijk
De Buhund verschilt in formaat van 43 tot 46 cm en weegt tussen de 15 en 20 kilogram. De hond is normaal geel, rood of zwart. De Buhund heeft een vacht van dik, glad haar. De oren zijn middelgroot en staan recht omhoog.

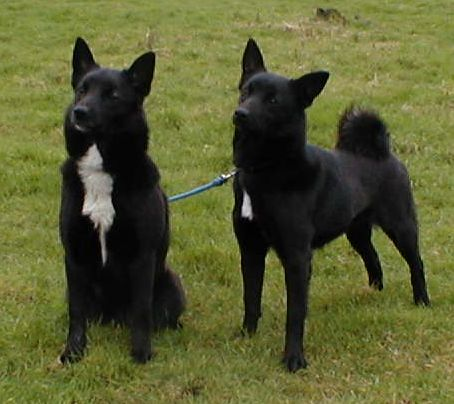
Twee zwarte Buhunds.

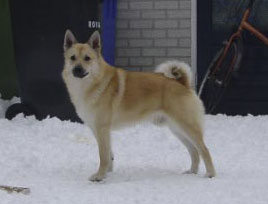
Noorse Buhund reu.

## Temperament
De Buhund is meestal vriendelijk en speels en kan goed overweg met mensen en andere dieren. Ze zijn alert, lenig en leren snel. Ze hebben veel energie wat hen geschikt maakt voor hondensporten of buitenactiviteiten. In huis kunnen Buhunds destructief gedrag vertonen en ze blaffen vaak tegen andere honden en dieren.